# Alexandre Yudine
Pour les articles homonymes, voir Aleksandr Ioudine.
Alexandre Yursevich Yudine (en russe Александр Юрьевич Юдин), né le 26 octobre 1949 en Union soviétique, mort en juillet 1986 est un coureur cycliste soviétique.
Pistard, il participe aux JO de Munich dans l'équipe d'URSS de poursuite par équipes. Il est champion d'union soviétique de cette spécialité en 1972 et 1973.
Cependant c'est sur route qu'il se fait connaître. Ainsi lors du Tour du Maroc 1974, il remporte 3 étapes et lors du Tour d'Algérie 1975, il enlève 8 étapes. Il est beaucoup moins heureux sur les autres terrains, obtenant lors des deux Course de la Paix qu'il dispute qu'une seconde place lors d'une étape. Mais en 1975, il contribue à la victoire collective de l'équipe soviétique, tenue pour aussi importante qu'un succès individuel.

## Palmarès

### Palmarès sur route
- 1973
  - 2e étape du Circuit de la Sarthe
  - 2e du Tour d'Algérie
- 1974
  - 2e, 6e et 11e étapes du Tour du Maroc
  - 2e du Tour du Maroc
- 1975
  - 1re, 2e, 3e, 5ea, 6e, 7e, 8e et 12e étapes du Tour d'Algérie
  - 4eb étape du Ruban granitier breton
  - 3e du Tour d'Algérie

### Palmarès sur piste
- 1972
  -  Champion d'URSS en poursuite par équipes (avec Yuri Koutscherjavy, Eduard Rapp, Schitlin)
- 1973
  -  Champion d'URSS en poursuite par équipes (avec Christenkov, Anatoly Stepanenko et Schimapovitch)

## Distinction
- 1975 : Maître émérite du sport soviétique (cyclisme)